# Hohe Wand, Niederösterreich
Hohe Wand är en kommun  i Österrike. Den ligger i distriktet Wiener Neustadt-Land i förbundslandet Niederösterreich, 50 kilometer sydväst om huvudstaden Wien. 
Kommunen består av fyra orter (Ortschaften) (inom parentes invånarantal 1 januari 2024):
- Gaaden (120)
- Maiersdorf (725)
- Netting (89)
- Stollhof (542)